# ED (motorfiets)
ED is een Duits historisch merk van motorfietsen.
De bedrijfsnaam was: Eberwein & Diener, Tuttlingen.
In 1925, precies in het jaar dat ruim 150 kleine Duitse motorfietsfabrikanten de productie moesten staken om het aanbod groter was dan de vraag, begon ED motorfietsen met 140cc-tweetaktmotoren te leveren. Het duurde dan ook niet lang: in 1927 moest men de productie al beëindigen.